# 自然選択説
自然選択説（しぜんせんたくせつ、英語: natural selection）は、進化を説明するうえでの根幹をなす理論とされる。自然選択説に基づく総合説（ネオダーウィニズム）では、厳しい自然環境が、生物に無目的に起きる変異（突然変異）を選別し、進化に方向性を与えると主張する。1859年にチャールズ・ダーウィンとアルフレッド・ウォレスによってはじめて体系化された。自然淘汰説（しぜんとうたせつ）ともいう。日本では時間の流れで自然と淘汰されていくという意味の「自然淘汰」が一般的であるが、本記事では原語に従って「自然選択」で統一する。

## 成り立ち
チャールズ・ダーウィンはロンドンでハトの品種改良を観察し、様々な品種の多様な形質に驚いた。またマルサスの人口論を読み、限られた資源を争うのは人間だけでなく全ての生物に当てはまるのではないか、そして人間に優劣があるように、生物も全て平等ではなく、生存と繁殖に有利さの差があるのではないかと考えた。それよりやや遅れてアルフレッド・ウォレスもアマゾンとマレー半島での動植物の観察とやはり『人口論』から同じような概念を持つに至った。この概念は1858年に二人の共同発見という形で発表された。ウォレスは自然選択を万能なものと考えたが、ダーウィンは後年、クジャクの求愛行動などからもう一つのメカニズムである性選択を提唱した。
自然選択は生命の誕生以来、全ての生物に働いてきたと考えられる。そのためしばしば自然選択説は循環論的であると批判される。しかし実際に観察された現象から導き出された理論である。19世紀以前は「神の思し召しである」としか説明できなかった生物が持つ様々な性質の由来について、自然選択説に基づく観察は、それぞれ異なった説明を可能にした。
総合説に代表される「ネオ･ダーウィニズム」では自然選択を重視しているが、木村資生の中立進化説などの分子進化論では、自然選択にかかわらない中立な突然変異を起こした遺伝子が集団内に広がることが、進化にとって重要であるとしている。

## 概要
生物の進化を要約すると次の通りである：

薬剤耐性菌の増殖。上段から
・抗生物質に暴露する前
・抗生物質に晒されたあと
・生き残った菌の増殖
を表す。最下段はバクテリアの持つ耐性の強さを示す。

- 生物がもつ性質が次の3つの条件を満たすとき、生物集団の伝達的性質が累積的に変化する。
  1. 生物の個体には、同じ種に属していても、さまざまな変異が見られる。（変異）
  2. そのような変異の中には、親から子へ伝えられるものがある。（遺伝）
  3. 変異の中には、自身の生存確率や次世代に残せる子の数に差を与えるものがある。（選択）

上記のメカニズムのうち、3番目に関わるのが自然選択である。一般に生物の繁殖力が環境収容力（生存可能数の上限）を超えるため、同じ生物種内で生存競争が起き、生存と繁殖に有利な個体はその性質を多くの子孫に伝え、不利な性質を持った個体の子供は少なくなる。このように適応力に応じて「自然環境が篩い分けの役割を果たすこと」を自然選択という。
自然選択が直接働くのは生物の個体に対してである。しかし実際に選択されるのは生物の性質を決める遺伝子である。その結果が一般的に見られるのは種（あるいは群）においてである。自然選択は同じ種内でもっとも強く働くと考えられる。それは同種の他の個体が、限られた資源（食料、配偶者）を直接に奪い合う第一の競争相手だからである。
また自然選択が働くのは表現型の形質と行動のみである。中立進化は自然選択によって選別されない。そのため、中立的進化が前適応をもたらすのではないかという説もある。一方で獲得形質（後天的に得られた性質）は自然選択の網にかかるが、それは遺伝によって受け継がれないため、生物の進化には寄与しないとされる。

### 選択圧
自然環境は急激に変化することはまれであるため、特定の方向に選択を偏らせることがある。例えば砂漠では砂色の体が保護色となる、発汗が抑えられわずかな水分を有効利用する、あるいは夜行性となるなどが生存に有利に働く。このように実際に生存率に差をもたらす自然環境の力を選択圧と言う。生息する環境が異なれば、生物は異なる選択圧を受ける。生物は常に様々な選択圧に晒されており、また一つの性質に対して複数の選択圧が働くと考えるのが普通である。
例えばホタルやカエルは音や光などの信号を発して配偶者を求める。配偶者の密度が薄ければ、強い信号を発する個体が有利である、つまり配偶者密度は一つの選択圧であるといえる。同時に、強い信号は捕食者を呼び寄せるリスクを伴う。つまり捕食者密度は、「信号の強さ」という性質に対してそれとは逆方向に働くもう一つの選択圧である。どの程度の信号の強さが最適かは、捕食者・配偶者の密度の他に、信号を発する時間帯（日中か、夕暮れか、夜か）、食料の量（信号を発するのに多大なエネルギーが必要）など、様々な要因に左右される。

### 累積選択
進化論の反対者は「不完全な眼、不完全な翼などは役に立たない」と述べる。これを説明するのが累積的選択である。原始的な状態と比べてわずかでもその形質を持つことが生存と繁殖に有利さをもたらすのであれば、その形質は種内に広がる。その状態よりもさらに一歩進んだ形質を持つことが同じように有利さをもたらすなら、また種内にその進んだ形質は広がる。
イギリスの生物学者リチャード・ドーキンスはキノボリウオを例に次のように説明した。「もしあなたが魚であって、基本的には水中で生活しているが、時には干ばつを生き抜くために危険を冒して陸へ上がり、あちこち泥んこの水たまりを転々と移動するとなれば、半分の肺どころか、100分の1の肺からでも利益を受けるだろう」。全く肺がなければ地上に飛び出ることはできないが、100分の1の肺でもあればわずかに地上を移動することができ、100分の2の肺であればそれより長い距離を移動することができる。移動可能な距離が長ければ長いほど、旱魃から逃れられる可能性が高まるのである。
では100分の2の肺が一般的に見られるようになった群れではどうだろうか。そこには変異に由来する個体差があり、相変わらず100分の1の肺しか持たずに生まれてくる者もいれば、100分の3の肺を持って生まれてくる者もいる。平均すれば100分の3の肺を持つ者の方がより生きながらえる可能性が高い。つまりいずれは100分の3の肺が一般的に見られるようになり、そのあとには100分の4の肺が・・・と考えられる。現実では選択圧は多様なので、肺の容量が必ずしもキノボリウオの生存に有利になるとは限らないが、不完全な性質は無意味であるとは言えないのである。そもそも『完全な性質』というものは無いのであり、『不完全な性質』というのは現世生物を完全な性質を持つものと仮定しての相対評価に過ぎない。
冒頭で述べた「不完全な眼」についても、明暗を僅かながら見分ける能力であっても、それを持つ生物の生存確率には影響しえる。またムササビの横膜のように、現世生物においても、滑空はできても飛行できない、言わば「不完全な翼」が役立っている例もある。
その一方で、ドーキンスの挙げた例は、「不完全な性質であっても無意味でないもの」を抽出したに過ぎないという意見もある。例えばカレイやヒラメのような身体の片方に両眼が寄った形態は、現在のような「完全な状態」であれば意味があるが、進化の過程としての中途半端に片側に眼が寄りつつある状態は、その生物の生存のためにどういった役に立つのか、という疑問点がある。

### 適応
自然選択により選別された生物が、環境に適した生態、形態を有することを適応と言い、適応の度合いを適応度と言う。適応というと、環境に自らを合わせるような意識的な活動を想像しがちだが、生物進化で言う適応とは「自然選択により、環境に適していない個体が死に絶え、適していない遺伝子が取り除かれた」ために起こる。

### 進化的軍拡競争
サバンナでは、足の遅い草食動物は捕食される可能性が高く、足の遅い捕食者は餓死する可能性が高い。生き延びるのは双方とも足の速い個体であり、その性質は子に受け継がれる。世代交代を経るごとに、足の速さは蓄積される。これは自然選択で一般的に見られる現象であるが、相互に作用しあって、ある性質が他の要因による限界（物理的、あるいは食料など経済的限界）に達するまで極端化、極大化することを進化的軍拡競争（もしくは-競走）と表現することがある。またこれは共進化の一形態でもある。

### 群選択
20世紀前半には社会進化論の影響も受け、生物の行動や形質は、群れや種の繁栄のために最適化されていると言う考え方が主流となった。最適化されていない種は滅びる運命にあると考える。これを群選択（Group selection）という。しかし生物がどうやって群全体の（進化的な）状況を把握したり、将来を設計したりできるのかが説明できなかった。
1960年代からは支持を失い、替わってハミルトンやメイナード＝スミスらによる血縁選択説が生物の利他的行動の説明として支持を得た。これは自然選択が実質的に対象とするのは個体ではなく、グループでもなく、遺伝子なのだという考え方の道を開いた。リチャード・ドーキンスは利己的遺伝子という比喩によってそれをわかりやすく解説した。一方でエリオット・ソーバーは多レベル淘汰（Multilevel selection）という概念で群淘汰を評価し直している。

### 最適化モデル
経済学の投資と利潤の概念を用い、自然選択説を数学的に説明した。同じ生殖行動でもオスとメスでは負担が異なり、必ずしも利害が一致しないなどは最適化モデルによって導かれたのである。

### 頻度依存選択
ある性質が生存と繁殖に有利になるかどうかが、その性質があるグループ内で見られる頻度に依存するという説。シンプルに言えば、その性質がただ少数派と言うだけで繁殖率にプラスになる。有名な例は、有性生殖し、かつ雌雄異体の生物における性比の問題である。種全体の繁殖率のことだけを考えれば、ごく少数のオスと多数のメスがいた方が有利である（オスは一頭で複数のメスを妊娠させることができるため）。しかし雌雄異体の多くの生物では、オスとメスの比は1:1に近い。個体の繁殖率を考えた場合、オスとメスの比は1:1がもっともバランスがとれているのである。
性比が極端にオスに偏った群れを想定してみよう。メスは一度に1頭しか出産できないとする。オスが1頭でメスが100頭の群れの場合、メスがもし子の性別を選択できるなら、メスを産むよりオスを産んだ方がよい。オスが2頭、メスが100頭であれば1頭のオスは平均50頭のメスとつがいになることができる（群れ全体を争ってオス同士が競争するにせよ、共存するにせよ、平均50頭である）。これは、オスの母親から見れば50頭の孫を期待できると言うことである。メスの子を産めば、孫の期待値は1頭である。実際には子の性別を選べる生物は多くないが、オスを産む性質とメスを産む性質に遺伝性があれば、この場合オスを産みやすい性質を持つメスの子孫の一族が繁栄することになる。逆にオス:メス比が100:1の群れでは、オスを産んでも配偶者を得られる可能性は1/101である。つまり孫の期待値は約0.01頭になる。メスを産めば、孫の期待値は1頭である。この場合、メスを産む性質が有利となる。この繁殖率の偏りは、オスとメスの比が1:1となったときに最小となる。つまり1:1と言う性比が多くの生物では安定しているのである。

## 自然選択の例

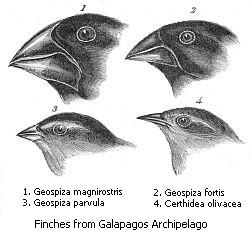
ダーウィンによるフィンチのイラスト。自然選択によりそれぞれの食物に適した嘴を持つに至ったと考えられる

キリン
有名な例がキリンの首であろう。高いところの葉を食べるのに有利だったから長い首を持った個体が生き残った、と説明される。ただし、選択圧は一つだけとは限らない。長い首は辺りを見回すのにも有効である。一方で、それを維持するための負担がある。首を支えるには大きな体が必要で、そのためには食料も多く必要になる。脳まで血液を送るための強靱な心臓と、逆に鬱血しないための脚の特殊な構造が必要であるが、これらは首を長くしない方向の選択圧である。キリンは600万年かけて4mの首を持つに至ったが、一年あたりで言えば1万分の6ミリにすぎない。ダーウィンフィンチで見られるように、選択圧は双方向に働き、長くなったり短くなったりしながら今のキリンになったとする。
ダーウィンフィンチ
1970年 - 80年代に観察された自然選択の例。長い乾期によってダーウィンフィンチが主食にしていた木の実が少なくなると、堅い実を食べるのに適した大きな嘴を持った個体が選択的に生き残った。その後、大雨で食料が増えると、大きな嘴を持つ個体は（体の維持などの点で）不利となり、全体の平均的な体格は縮小する傾向を示した。単純に体格や嘴の平均値が変化するだけではなく、性選択の影響も同時に受け、複数の小グループに収斂する様子も観察されている。さらに2010年代現在においては、人間のゴミ捨て場で残飯を漁るのに適した嘴を持つ個体が増加している。
オオシモフリエダシャク（英: Peppered moth, Biston betularia）
オオシモフリエダシャクはアジア・ヨーロッパ・北アメリカなどに分布する夜行性の蛾。19世紀に観察された、自然選択の有名な実例であり、工業暗化という言葉でも知られる。19世紀後半から、ヨーロッパの工業都市が発展するにつれて、その付近に生息するガ（蛾）に暗色の個体が増加した。19世紀半ばから50年間で、黒色個体の数は2%から98％にまで増えたとも言われ、この現象はアメリカでも見つかっている。工場の煤煙で樹木が黒ずんだため、白い個体が黒い個体より多く捕食されたことによると説明される。その後環境が回復すると白い個体が再び増加した。かつては異論があったが、現在ではさらに厳密な検証が実施され、この黒い個体の増減が間違いなく自然選択の実例であるとして専門家の見解は一致している。かつて検証実験の方法に批判的であったジェリー・コインも、鳥による捕食を通じた自然選択の実例であることを認めるに至っている。
昆虫の薬剤抵抗性（薬剤耐性も参照のこと）
1987年5月にアーカンソー州で見られた綿花につく蛾はピレスロイドの散布で6%しか生き残れなかった。数世代を経たあとの同年9月には61%の蛾が生き残った。有機リン酸系、ピレスロイド、DDTなどに抵抗性を持つ蛾、ハエ、蚊が見つかっている。世界各地で発見されているDDTに耐性を持つハマダラカは、1960年代にアジアかアフリカのどこかで誕生した一匹の突然変異体の子孫ではないかと考えられている。昆虫の殺虫剤への抵抗はダーウィン自身も指摘していた。
グルコース-6-リン酸脱水素酵素欠損症
グルコース-6-リン酸脱水素酵素欠損症は、酵素の欠損により起こる遺伝子疾患の1つである。赤血球がもろくなることにより溶血性貧血などを引き起こすが、一方で赤血球の破壊によりマラリア原虫が増殖できず、マラリアの発症を抑えるため、マラリアの蔓延地域では自然選択で有利であるという特徴も持つ。なお、同じくマラリア原虫に抵抗性がある遺伝子疾患として、ヘモグロビンの異常による鎌状赤血球症とサラセミアがある。